# Stabilimento Stellantis di Kenitra
Lo stabilimento Stellantis di Kenitra è una fabbrica che produce automobili a Ameur Seflia nella provincia di Kenitra, attualmente gestita da Stellantis.

## Storia
La costruzione dello stabilimento è iniziata nel 2015, a seguito dell'accordo tra PSA e lo stato del Marocco. I primi esemplari della Peugeot 208 sono stati costruiti durante l'estate del 2018 e la produzione è iniziata nel 2019. L’intesa firmata prevede che la produzione iniziale del nuovo impianto sia di 90.000 unità all’anno, con una potenzialità di crescita sino a 200.000 e l'assunzione di 4500 operai. Dal 2020 è iniziata la produzione della Citroën Ami.
Nel 2023 inizia la produzione di Fiat Topolino.

## Automobili prodotte

### Auto in produzione
| Foto | Marca   | Modello        | Inizio produzione |
| ---- | ------- | -------------- | ----------------- |
|      | Peugeot | 208            | 2019              |
|      | Citroën | Ami            | 2020              |
|      | Opel    | Rocks Electric | 2021              |
|      | Fiat    | Topolino       | 2023              |